# Праведный халифат
Пра́ведный халифа́т (араб. الخلافة الراشدة‎, Al-Khilāfat ar-Rāshidah) — государство, созданное после смерти пророка Мухаммеда в 632 году. Халифат последовательно возглавляли четыре праведных халифа: Абу Бакр, Умар ибн аль-Хаттаб, Усман ибн Аффан и Али ибн Абу Талиб. После смерти последнего правителем был провозглашён его сын, которого некоторые историки признают пятым праведным халифом, Хасан ибн Али. В результате завоеваний в состав халифата вошли Аравийский полуостров, Шам, Южный Кавказ, часть Северной Африки от Египта до Ифрикии и Иранское нагорье. Праведный халифат положил начало Арабскому халифату.
Абу Бакр, близкий соратник Мухаммеда из клана Бану Тайм, был избран первым праведным вождем и начал завоевание Аравийского полуострова. Он правил с 632 года до своей смерти в 634 году. Абу Бакра сменил Умар, его назначенный преемник из клана Бану Ади, который продолжил завоевание Персии, что в конечном итоге привело к падению империи Сасанидов в 651 году.
Умар был убит в 644 году, его сменил Усман, который был избран комитетом из шести человек, организованным Умаром. При Усмане началось завоевание Армении, Фарса и Хорасана. Усман был убит в 656 году, его сменил Али, который руководил гражданской войной, известной как первая фитна (656—661). Она шла главным образом между теми, кто поддерживал двоюродного брата Усмана и наместника Сирии Муавию, и теми, кто поддерживал халифа Али. Гражданская война окончательно укрепила раскол между суннитами и шиитами, причём мусульмане-шииты считали Али первым законным халифом и имамом после Мухаммеда. Третья фракция в войне поддерживала правителя Египта Амра ибн аль-Аса. Война была решена в пользу Муавии, который заключил мир с Хасаном ибн Али, пришедшим к власти после убийства отца, и основал Омейядский халифат.

## Правители Халифата

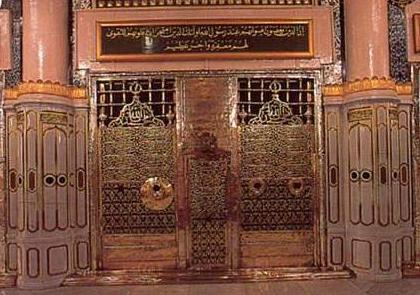
Гробницы халифов Абу Бакра и Умара (справа) в Медине, современная Саудовская Аравия.

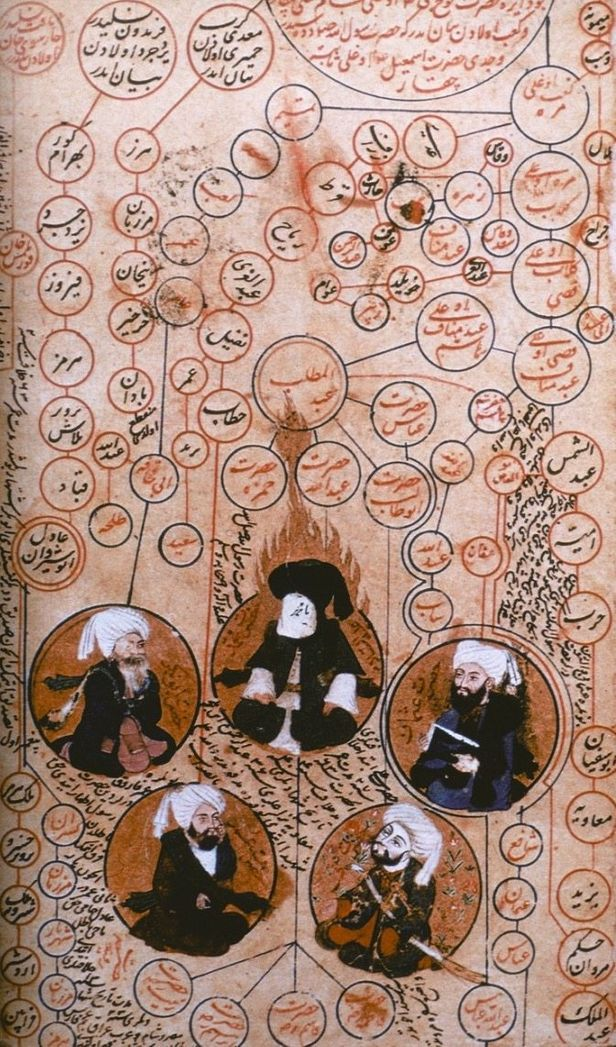
Османские миниатюрные картины с изображением Мухаммеда (в центре) и равидунских халифов Абу Бакра, Умара, Усмана и Али, ок.XVI век

### Абу Бакр ас-Сиддик
Абу Бакр был самым старым сподвижником пророка Мухаммада. После его смерти в 632 году группа авторитетных мединцев из числа ансаров стала обсуждать, кто из них должен стать преемником пророка Мухаммада в управлении делами молодого мусульманского государства. Решительность Умара ибн аль-Хаттаба позволила Абу Бакру стать первым халифом («халифа расуль Аллах», «Заместитель посланника Аллаха») и приступить к распространению ислама.
С первых дней после своего назначения Абу Бакру пришлось столкнуться с трудностями. Некогда верные исламу арабские племена отошли от исламской общины, угрожая её единству и стабильности. Вероотступничество (ридда) началось ещё при жизни пророка Мухаммеда, однако войны с вероотступниками начались уже после его смерти. Отступничество было настолько большим, что оно затронуло все племена в Аравии, за исключением Хиджаза (Мекка и Медина), племён Сакиф из ат-Таифа и Азд из Омана. Некоторые племена отказались выплачивать обязательную милостыню (закят), что тоже было расценено как отход от основных принципов ислама. Некоторые вожди племён сделали претензии на пророчество (Мусайлима, Саджах, Тулайха и др.).
В центральной Аравии движение отступничества возглавил лжепророк Мусайлима. Абу Бакр разделил мусульманскую армию на 11 отрядов, самым сильным из которых был отряд Халида ибн аль-Валида. Халид был направлен в самые трудные места и победил во всех сражениях, в том числе и Мусайлиму в Ямаме. В течение года продолжались военные действия против вероотступников, закончившиеся победой Абу Бакра и объединением арабских племён.
После подавления мятежей Абу Бакр начал завоевательные войны за пределами Аравийского полуострова. В 633 г. Абу Бакр послал Халида ибн аль-Валида в Ирак, который был одной из богатейших провинций Сасанидской империи. После этого он отправил 4 армии в Сирию и в 634 году перебросил туда же армию Халида ибн аль-Валида.

### Умар ибн аль-Хаттаб
В 634 году Абу Бакр заболел и перед смертью завещал назначить халифом Умара ибн аль-Хаттаба. Новый халиф продолжил завоевательные войны против Сасанидов, Византии и Египта. Некогда сильные государства, Византия и Персия изнурили друг друга, что позволило войскам Халифата легко одолеть их. К 640 году вся Месопотамия, Сирия и Палестина отошли под контроль Халифата. В 642 был захвачен Египет, а ещё через год — вся Персидская империя.
Умар ибн аль-Хаттаб заложил основы политической структуры Халифата. Он создал диван — эффективную систему налогообложения. Все наместники (амиры) назначались непосредственно халифом. Умар ввёл в обращение календарь, ведущий свой отчёт от переселения (хиджра) пророка Мухаммада из Мекки в Медину. В 644 году Умар был смертельно ранен персидским рабом Абу Лулу Фирузом.

### Усман ибн Аффан
Перед смертью Умар ибн аль-Хаттаб назначил совет из шести человек, которые должны были выбрать халифа из их числа. Все претенденты были курайшитами. Совет уменьшил количество претендентов до двух (Усман и Али) и избрал на пост халифа Усмана ибн Аффана.
Усман ибн Аффан правил двенадцать лет. Несмотря на внутренние проблемы, Усман продолжил завоевательные войны своих предшественников. Армия Халифата завоевала Северную Африку, прибрежные районы Пиренейского полуострова и полностью завоевала империю Сасанидов, дойдя до нижнего течения реки Инд. При Усмане был окончательно собран Коран.
В 656 году Усман ибн Аффан был убит.

### Али ибн Абу Талиб
После убийства третьего халифа Усмана ибн Аффана сподвижники пророка Мухаммеда выбрали новым халифом Али ибн Абу Талиба. Вскоре после этого Али уволил ряд наместников, некоторые из которых были родственниками Усмана, и заменил их своими доверенными лицами. При Али столица Халифата была перенесена из Медины в Куфу.
После убийства Усмана часть населения Халифата во главе с Зубайром, Тальхой и Айшой выступила с требованием наказать преступников. Собранная армия вошла в Басру и казнила около 4 000 подозреваемых в смерти Усмана. В Басру прибыл халиф Али со своим войском для ведения переговоров с восставшими. Согласно суннитским источникам, виновные в смерти Усмана инициировали боевые действия, боясь, что переговоры между Али и восставшими закончатся их преследованием и казнью. Сражение между Али и восставшими является первой битвой между мусульманами и известна как «битва верблюда». Халиф Али одержал победу, Тальха и Зубайр были убиты в бою, а жена пророка Мухаммада Аиша была отправлена в Медину в сопровождении Хасана ибн Али.

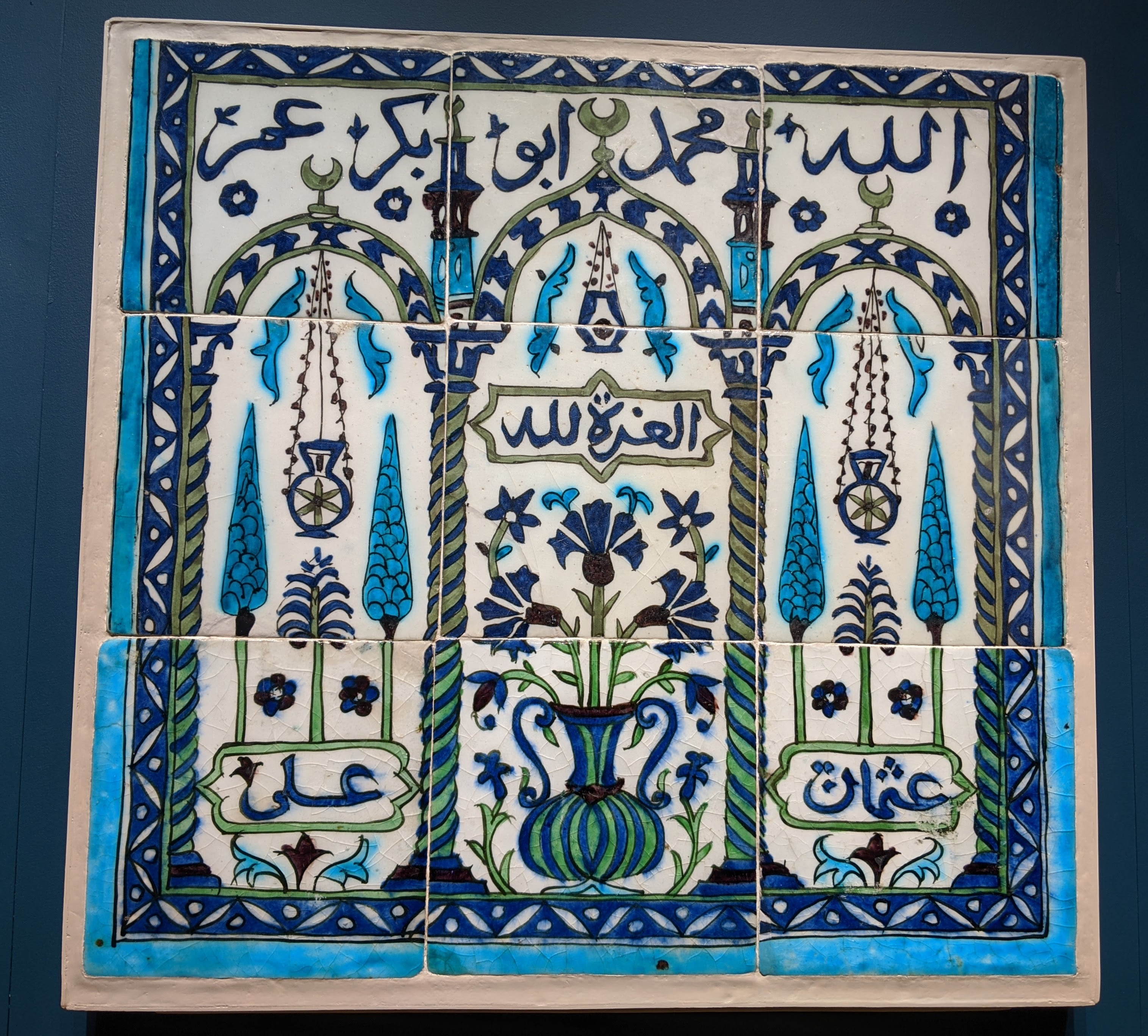
Сирийская плиточная панель (около 1600 г.) с именами четырёх праведных халифов

После этого наместник халифа в Сирии Муавия, который был родственником Усмана, отказался присягнуть халифу до тех пор, пока убийцы Усмана не будут наказаны. Между Али и Муавией произошла битва в Сиффине, закончившееся третейским судом и исходом частью недовольных (хариджиты). В результате Али потерял контроль над большей частью территории Халифата.
В 661 г. Али был убит хариджитом Ибн Мулджамом. Хариджиты надеялись убить «виновников» раскола мусульманской общины — Али, Муавию и Амра ибн аль-Аса, — однако убить Муавию им не удалось.
Хасан ибн Али договорился с Муавией о том, чтобы после смерти второго власть в Халифате перешла к Хасану, но смерть Хасана в 661 г. развязала руки Муавии, который завещал трон своему сыну Язиду и основал династию правителей. Создание в том же году Омейядского халифата положило конец халифату праведных халифов.

## Завоевания

#### Покорение Сасанидского государства
Первое исламское вторжение в Сасанидскую империю, начатое халифом Абу Бакром в 633 году, было быстрым завоеванием, занявшим всего четыре месяца. Абу Бакр послал своего генерала Халида ибн аль-Валида завоевать Месопотамию после войн с вероотступниками. Войдя в Ирак со своей 18-тысячной армией, Халид одержал решительные победы в четырёх последовательных битвах в 633 году: битве сцепленных, состоявшейся в апреле; битве при реке, состоявшейся в третью неделю апреля; битве при аль-Валадже, состоявшейся в мае (где он успешно использовал клещи), и битве при Уллайсе, состоявшейся в середине мая. В последнюю неделю мая столица Ирака пала перед мусульманами после первоначального сопротивления в битве при Хире.
Когда армии Халида отдохнули, он двинулся в июне 633 года к Аль-Анбару, который сопротивлялся и был разбит, и в конце концов сдался после осады в течение нескольких недель в июле того же года. Затем Халид двинулся на юг и в последнюю неделю июля захватил город Айн-уль-Тамр. К этому времени почти весь Ирак находился под контролем мусульман. Халид получил призыв о помощи от Даумат-уль-Джандала в Северной Аравии, где другой мусульманский полководец, Ияд ибн Ганм, оказался в ловушке среди мятежных племён. Халид направился туда и разгромил мятежников в битве при Даумат-уль-Джандале в последнюю неделю августа. Вернувшись из Аравии, он получил известие, что собирается большая персидская армия. В течение нескольких недель он решил разбить их по частям, чтобы избежать риска поражения от большой объединённой персидской армии. В Ханафизе, Зумаиле, Санийе и Музайяхе находились четыре дивизии персидских и христианских арабских вспомогательных войск.
В ноябре 633 года Халид разделил свою армию на три отряда и ночью атаковал эти вспомогательные войска по одному с трёх разных сторон, начиная с битвы при Музайяхе, затем битвы при Санийе и, наконец, битвы при Зумаиле. Эти сокрушительные поражения положили конец персидскому контролю над Ираком. В декабре Халид достиг пограничного города Фираз, где в битве при Фиразе нанёс поражение объединённым силам сасанидских персов, византийцев и арабов-христиан. Это была последняя битва в его завоевании Ирака.
Затем Халид покинул Месопотамию, чтобы возглавить ещё одну кампанию в Сирии против Византийской империи, после чего Митна ибн Харис принял командование в Месопотамии. Персы вновь сосредоточили свои армии, чтобы вернуть Месопотамию, а Митна ибн Харис удалился из центрального Ирака в район Аравийской пустыни, чтобы отсрочить войну до прибытия подкрепления из Медины. Умар послал подкрепление под командованием Абу Убайды Сакфи. С некоторым первоначальным успехом эта армия была окончательно разбита Сасанидской армией в битве у моста, в которой был убит Абу Убайд. Ответ был отложен до решительной победы мусульман над византийцами в Леванте в битве при Ярмуке в 636 году. Тогда Умар смог перебросить войска на восток и возобновить наступление против Сасанидов. Умар направил 36 000 человек вместе с 7500 войсками с сирийского фронта под командованием Саада ибн Абу Ваккаса против персидской армии. Затем последовала битва при Кадисии, в которой сначала преобладали персы, но на третий день сражения мусульмане одержали верх. Легендарный персидский генерал Ростам Фаррохзад был убит во время сражения. По некоторым данным, потери персов составили 20 000 человек, а мусульмане потеряли 10 500 человек.
После этой битвы арабо-мусульманские армии двинулись вперёд к персидской столице Ктесифону (также называемой по-арабски Мадаин), которая была быстро эвакуирована Йездегердом после короткой осады. Захватив город, они продолжили свой путь на восток, следуя за Йездегердом и его оставшимися войсками. В течение короткого промежутка времени арабские армии нанесли поражение крупной Сасанидской контратаке в битве при Джалуле, а также в других сражениях при Касре-Ширине и Масабадхане. К середине VII века арабы контролировали всю Месопотамию, включая территорию, которая в настоящее время является иранской провинцией Хузестан. Йездегерд предпринял ещё одну попытку перегруппироваться и разгромить захватчиков. К 641 году он собрал новое войско, которое остановилось в битве при Нехавенде, примерно в сорока милях к югу от Хамадана в современном Иране. Армия халифата под командованием назначенного Умаром генерала Нумана ибн Мукаррина аль-Музани атаковала и вновь разгромила персидские войска.
Йездегерд не смог собрать ещё одну армию и превратился в преследуемого беглеца. В 642 году Умар послал войско, чтобы завоевать остальную часть персидской империи. Весь современный Иран был завоёван, за ним последовал большой Хорасан (который включал современную иранскую провинцию Хорасан и современный Афганистан), Трансоксания и Белуджистан, Макран, территорию сегодняшнего Азербайджана, Дагестан, Армения и Грузия. Эти регионы были позже вновь завоёваны во время правления Усмана с дальнейшей экспансией в регионы, которые не были завоёваны во время правления Умара. Таким образом, границы халифата на востоке простирались до нижнего течения реки Инд, а на севере — до реки Амударья.

#### Война с Византией
После того как Халид укрепил свой контроль над Ираком, Абу Бакр направил четыре армии в Сирию на византийском фронте под командованием четырёх различных командиров: Абу Убайда ибн аль-Джарраха (исполняющего обязанности их верховного главнокомандующего), Амра ибн аль-Ас, Язида ибн Абу Суфьяна и Шурхабиля ибн Хасана. Однако их продвижение было остановлено сосредоточением византийской армии в Аджнадайне. Затем Абу Убайда послал за подкреплением. Абу Бакр приказал Халиду, который к этому времени уже планировал атаковать Ктесифон, выступить из Ирака в Сирию с половиной своей армии. В Сирию из Ирака вели два основных маршрута: один проходил через Месопотамию, а другой-через Даумат-уль-Джандал. Халид избрал нетрадиционный маршрут через Сирийскую пустыню и после опасного пятидневного марша оказался на северо-западе Сирии.
Пограничные крепости Савва, Арак, Тадмор, Эс-Сухне, Эль-Карьятайн и Хаварин первыми пали под натиском мусульман. Халид двинулся в Босру по дамасской дороге. В Босре корпус Абу Убайды и Шурхабиля присоединился к Халиду, после чего по приказу Абу Бакра Халид принял общее командование от Абу Убайды. Босра, застигнутая врасплох, сдалась после короткой осады в июле 634 года, фактически положив конец династии Гассанидов.
Из Босры Халид послал приказ другим командирам корпусов присоединиться к нему в Аджнадайне, где, согласно ранним мусульманским историкам, была сосредоточена византийская армия в 90 000 человек (современные источники утверждают, что 9 000), чтобы отбросить мусульман. Византийская армия была решительно разбита 30 июля 634 года в битве при Аджнадайне. Это было первое крупное сражение между мусульманами и византийцами, которое расчистило путь первым для захвата центральной Сирии. Дамаск, византийская крепость, был завоёван вскоре после этого, 19 сентября. Византийской армии был дан срок в 3 дня, чтобы бежать как можно дальше со своими семьями и сокровищами или просто согласиться остаться в Дамаске и платить дань. По прошествии трёх дней мусульманская кавалерия под командованием Халида атаковала византийскую армию, догнав её по неизвестному пути в битве при Марадж-Эль-Дебадже.
22 августа 634 года Абу Бакр умер, поставив Умара своим преемником. Когда Умар стал халифом, он вернул Абу Убайду ибн Аль-Джарру общее командование мусульманских армий. Завоевание Сирии замедлилось под его руководством, и он всецело полагался на советы Халида, которого держал под рукой.
Последний крупный гарнизон византийской армии находился в Фале, к которому присоединились оставшиеся в живых из Аджнадайны. С этой угрозой в тылу мусульманские армии не могли продвинуться дальше на север или юг, поэтому Абу Убайда решил разобраться с ситуацией и разгромил этот гарнизон в битве при Фале 23 января 635 года, которая оказалась «ключом к Палестине». После этой битвы Абу Убайда и Халид двинулись на север к Хомсу; Язид находился в Дамаске, а Амр и Шурхабиль двинулись на юг, чтобы захватить Палестину. Пока мусульмане были в Фале, чувствуя слабую оборону Дамаска, император Ираклий послал армию, чтобы вновь захватить город. Однако эта армия не смогла добраться до Дамаска и была перехвачена Абу Убайдой и Халидом по пути в Хомс. Армия была уничтожена в битве при Марадж-Эль-Риме и во второй битве при Дамаске. Хомс и стратегически важный город Халкида заключили мир с мусульманами на один год, чтобы выиграть время для Ираклия, чтобы подготовить свою оборону и собрать новые армии. Мусульмане приветствовали мир и укрепили свой контроль над завоёванной территорией. Однако, как только мусульмане получили известие о том, что в Хомс и Халкиду направляется подкрепление, они выступили против Хомса, осадили его и в конце концов захватили город в марте 636 года.
Пленные, захваченные в бою, сообщили им о планах императора Ираклия вернуть Сирию. Они сказали, что вскоре появится армия, возможно, в 200 000 человек, чтобы отбить провинцию. Халид остановился здесь в июне 636 года. Как только Абу Убайда услышал о приближении византийской армии, он собрал всех своих офицеров, чтобы спланировать их следующий шаг. Халид предложил им объединить все свои силы, находящиеся в провинции Сирия (Сирия, Иордания, Палестина), а затем двинуться на равнину Ярмук для сражения.
Абу Убайда приказал мусульманским военачальникам уйти со всех завоёванных территорий, вернуть ранее собранные дани и двинуться к Ярмуку. Армия Ираклия также двинулась к Ярмуку, но мусульманские войска достигли его в начале июля 636 года, за неделю или две до византийцев. Мобильная гвардия Халида разгромила в стычке арабов христиан-помощников византийской армии.
Больше ничего не происходило вплоть до третьей недели августа, когда произошло сражение при Ярмуке. Сражение длилось 6 дней, в течение которых Абу Убайда передал Халиду командование всей армией. Несмотря на численное превосходство в пять раз, мусульмане разбили византийскую армию в октябре 636 года. Абу Убайда провел совещание со своими высшими начальниками командования, включая Халида, чтобы принять решение о будущих завоеваниях, поселившись в Иерусалиме. Осада Иерусалима продолжалась четыре месяца, после чего город согласился сдаться, но только халифу Умару ибн аль-Хаттабу лично. Амр ибн аль-Ас предложил отправить Халида в качестве халифа, поскольку он очень сильно походил на халифа Умара.
Халид был признан, и в конце концов халиф Умар ибн аль-Хаттаб пришёл, а Иерусалим сдался в апреле 637 года. Абу Убайда отослал Амра ибн аль-Аса, Язида ибн Абу Суфьяна и Шарджила ибн Хассана обратно в их земли, чтобы отвоевать их; большинство из них сдались без боя. Сам Абу Убайда вместе с Халидом двинулся в северную Сирию, чтобы отвоевать её с 17-тысячной армией. Халид вместе со своей кавалерией был послан в Хазир, а Абу Убайда двинулся в город Касрин.

## Административная система

#### Избрание или назначение халифа
Четыре Праведных халифа были выбраны через шуру (شووررَى) — процесс общественных консультаций, который был описан как форма «исламской демократии».
Фред Доннер в своей книге «Ранние исламские завоевания» (1981) утверждает, что стандартная арабская практика во времена первых халифатов состояла в том, что видные люди родственной группы или племени собирались после смерти вождя и выбирали вождя из своей среды, хотя для этой шуры, или совещательного собрания, не было определённой процедуры. Кандидаты обычно происходили из того же рода, что и покойный вождь, но они не обязательно были его сыновьями. Способные люди, которые могли бы хорошо руководить, были предпочтены по сравнению с неэффективным прямым наследником, поскольку большинство суннитов не имело никаких оснований считать, что глава государства или губернатор должен быть выбран только на основе родословной.
Этот аргумент выдвигают мусульмане-сунниты, утверждая, что сподвижник Мухаммеда Абу Бакр был избран общиной и это была надлежащая процедура. Они также утверждают, что халиф идеально выбирается путем выборов или общественного консенсуса. Халифат стал наследственной должностью или наградой самого сильного полководца после Праведного халифата. Однако мусульмане-сунниты считают, что это произошло после того, как «правильно управляемый» Праведный халифат закончился.
Абу Бакр аль-Бакиллани сказал, что правитель мусульман должен быть просто из большинства. Абу Ханифа также писал, что правитель должен исходить из большинства.

## Экономика
Социальное обеспечение и пенсии были введены в раннем исламском праве как формы закята (благотворительности), одного из пяти столпов ислама, начиная со времен Умара. Налоги (включая закят и джизью), собранные в казну правительства, использовались для обеспечения доходов нуждающихся, включая бедных, престарелых, сирот, вдов и инвалидов. По мнению исламского правоведа аль-Газали (1058—1111), правительство также должно было накапливать запасы продовольствия в каждом регионе на случай бедствия или голода. Таким образом, халифат был одним из самых ранних государств всеобщего благосостояния.

## Судебная система
Судебная администрация, как и остальная административная структура Праведного халифата, была создана Умаром, и она оставалась в основном неизменной на протяжении всего периода существования халифата. Чтобы обеспечить адекватное и быстрое правосудие для народа, правосудие осуществлялось в соответствии с принципами ислама.
Соответственно, кади (судьи) назначались на всех административных уровнях. Кади были выбраны за их честность и знание исламского права. Богатые люди и люди с высоким социальным статусом, получавшие высокую компенсацию от халифата, назначались для того, чтобы сделать их устойчивыми к взяточничеству или неправомерному влиянию, основанному на социальном положении. Кади также не разрешалось заниматься торговлей. Судьи были назначены в достаточном количестве, чтобы укомплектовать каждый округ хотя бы одним сотрудником.

## Армия
Армия халифата была основным вооружением исламских вооружённых сил VII века, служа вместе с военно-морским флотом халифата. Армия поддерживала очень высокий уровень дисциплины, стратегического мастерства и организованности наряду с мотивацией и инициативой офицерского корпуса. На протяжении большей части своей истории эта армия была одной из самых мощных и эффективных вооружённых сил во всём регионе. В период расцвета Праведного халифата максимальная численность армии составляла около 100 000 человек.
Армия была разделена на пехоту и легкую кавалерию. Реконструкция военной техники ранних мусульманских армий проблематична. По сравнению с римскими армиями или более поздними средневековыми мусульманскими армиями, диапазон визуального представления очень мал, часто неточен. Физически сохранилось очень мало вещественных доказательств, и многое из них трудно датировать. Воины носили железные и бронзовые сегментированные шлемы центральноазиатского типа из Ирака.
Стандартной формой панциря была кольчуга. Есть также упоминания о практике ношения двух кольчуг (dir’ain), одна из которых под основной была короче или даже сделана из ткани или кожи. Кольчуги и большие деревянные или плетёные щиты также использовались в качестве защиты в бою. Воины обычно были вооружены мечами, висевшими на перевязи. Умар был первым мусульманским правителем, организовавшим армию в качестве государственного учреждения в 637 году. Начало было положено курайшитами и ансарами, и эта система постепенно распространилась на всю Аравию и на мусульман завоёванных земель.